# Denise Betsema
Denise Betsema (* 23. Januar 1993 in Oudeschild) ist eine niederländische Radrennfahrerin, die sich auf Cyclocross spezialisiert hat.

## Sportlicher Werdegang
Betsema startete ihre sportliche Laufbahn als Mountainbikerin und unterbrach diese, als sie mit 18 Jahren schwanger wurde. Nachdem sie zwei Kinder zur Welt gebracht hatte, stieg sie 2016 erneut in den Leistungssport ein, zunächst im Mountainbike. In der Wintersaison 2016/2017 fuhr sie erstmals ein Cyclocrossrennen, auch weil sie diesen Sport aufgrund der vielen Rennen in Belgien und den Niederlanden besser mit ihrer Familie verbinden konnte.
Zu Beginn der Saison 2018/2019 hatte sie einen Durchbruch, als sie an einem Wochenende zwei Rennen in Belgien gewann, darunter den Duinencross Koksijde im Cyclocross-Weltcup. Sie erhielt daraufhin einen Profivertrag beim Team Marlux-Bingoal, das heute als Pauwels Sauzen-Bingoal bekannt ist. Beim Scheldecross von Antwerpen gewann sie ein weiteres Rennen mit hohem Sandanteil. Sie siegte zudem in einer Reihe von Rennen außerhalb Belgiens, darunter der schweizerischen EKZ CrossTour. Im dänischen Bogense verpasste sie als Viertplatzierte eine WM-Medaille nur knapp.
Im Frühjahr 2019 wurde bekannt, dass bei einer Dopingprobe Betsemas Ende Januar anabole Steroide festgestellt worden waren. Sie wurde vorläufig gesperrt, konnte jedoch nachweisen, dass das Testergebnis auf die Verunreinigung eines Nahrungsergänzungsmittels durch ihren Apotheker zurückging. Im Januar 2020 wurde eine Sperre von sechs Monaten statt der sonst drohenden vier Jahre ausgesprochen. Allerdings verlor sie einige Siege, die sie nach der fraglichen Probe erzielt hatte, und hatte de facto eine gesamte Saison verpasst.
Nach ihrer Rückkehr ins Renngeschehen fand Betsema wieder Anschluss an die Weltspitze; in den Saisons 2020/2021 sowie 2021/2022 kam sie in jedem Rennen unter die besten Zehn und gewann sechs weitere Klassementsrennen, dazu die Bronzemedaille der Cyclocross-Weltmeisterschaften 2021. Ihre Saison 2023/2024 wurde durch einen Trainingsunfall und Knieprobleme beeinträchtigt, die eine Operation erforderten.
Neben dem Cyclocross betrieb Betsema im Sommer weiter Cross-Country-Mountainbiken, allerdings weniger intensiv als ihre Cyclocross-Karriere. Ihr bedeutendstes Resultat war ein dritter Platz bei den niederländischen Meisterschaften 2022. Im Straßenradsport war sie nur sehr selten aktiv, was von ihrem Team kritisch gesehen wurde.

## Verschiedenes
Betsema lebt auf Texel und hat zwei Kinder. Ihr Spitzname Denise Overseas bezieht sich auf ihre Herkunft von der Insel, in deren Dünenlandschaft sie oft trainiert.

## Erfolge
2018/2019
 Europameisterschaften
Weltcup – Koksijde
Trofee – Antwerpen
Superprestige – Middelkerke
2020/2021
 Weltmeisterschaften
Weltcup – Hulst
Superprestige – Middelkerke
Trofee – Antwerpen
2021/2022
Weltcup – Zonhoven
Superprestige – Ruddervoorde
Trofee – Brüssel
2022/2023
Superprestige – Ruddervoorde